# Ráni Mukherdzsi
Ráni Mukherdzsi (bengáli: রাণী মুখার্জী, 1978. március 21. –) indiai színésznő.
Rani Raja Ki Aayegi Baraat (1997) című filmben debütált. Első sikeres filmje a Kuch Kuch Hota Hai (1998) volt, amelyért megkapta Filmfare Legjobb Női Mellékszereplő díját. Később szerepelt több filmben, melyek legtöbbje elmaradt az elvárt sikertől. 2002-ben Saathiya c. drámáért több elismerést és díjat nyert.

## Filmjei
- The Mahabharata (bejelentve) … Draupadi
- Tara Rum Pam Pam (2007) (bejelentve)
- Sholay (2006)
- Baabul (2006) …
- Kabhi Alvida Na Kehna (2006) … Maya Talwar
- The Rising (2005) … Heera
- Paheli (2005) … Lachchi
- Bunty aur Babli (2005) … Vimmi Saluja/Babli
- Black (2005) … Michelle McNally
- Vír-zára (2004) … Saamiya Siddiqui (jelölés, Filmfare Best Supporting Actress Award)
- Ham tum (2004) … Rhea Prakash (nyertes, Filmfare Best Actress Award)
- Juva (2004) … Sashi Biswas (nyertes, Filmfare Best Supporting Actress Award)
- LOC Kargil (2003)
- Kal ho ná ho (2003) … Special Appearance (song)
- Chori Chori (2003) … Kushi
- Calcutta Mail (2003) … Bulbul
- Chalte Chalte (2003) … Priya Chopra (nominuar, Filmfare Best Actress Award)
- Saathiya (2002) … Suhani Sharma (nyertes, Filmfare Critics Award for Best Performance) & (jelölés, Filmfare Best Actress Award)
- Mujhse Dosti Karoge! (2002) … Pooja Sahani
- Chalo Ishq Ladaaye (2002) … Sapna
- Pyaar Diwana Hota Hai (2002) … Payal Khurana
- Kabhi Khushi Kabhie Gham (2001) … Naina (cameo)
- Nayak (2001) … Manjari
- Bas Itna Sa Khwaab Hai (2001) … Pooja
- Csori csori csupke csupke (2001) … Priya Malhotra
- Snegithiye (2000)
- Kahin Pyaar Na Ho Jaaye (2000) … Priya Sharma
- Har Dil Jo Pyar Karega (2000) … Pooja Oberoi (nominuar, Filmfare Best Supporting Actress)
- Bichhoo (2000) … Kiran Bali
- Hadh Kardi Aapne (2000) … Anjali Khanna
- Hey! Ram (2000) … Aparna Ram
- Badal (2000) … Soni
- Hello Brother (1999) … Rani
- Mann (1999) … Paraqitja speciale (kënga)
- Mehndi (1998)
- Kucsh kucsh hotá hai (1998) … Tina Malhotra (Fituese, Filmfare Best Supporting Actress Award)
- Ghulam (1998) … Alisha
- Raja Ki Aayegi Baraat (1996) … Mala